# DCU (電視劇)
《DCU》是日本TBS電視台於2022年1月16日至3月20日播出的周日劇場，由阿部寬主演。

## 登場人物

### 主要人物
- 新名正義〈50〉：阿部寬[1]（香港配音：陳欣）

本作的主角。三等海上保安監，DCU第一部隊隊長。無法容許大海遭受汙染、以及未解開的事件。為達目地會不擇手段。
- 瀨能陽生〈25〉：橫濱流星[2]、岩川晴（幼年）、勅使河原空（少年）（香港配音：陳灝瑋、陸惠玲（幼年及少年時期））

一等海上保安士，DCU第一部隊潛水員。新名的夥伴。10歲時曾遇海難，受新名及淳所救。雙親皆亡。
- 成合隆子〈34〉：中村杏（香港配音：詹健兒）

三等海上保安正，DCU第一部隊潛水員。成合淳的妹妹。海上保安廳史上第一位女性潛水員。在追捕試圖逃往國外的犯人時遇刺，繼淳之後殉職。
- 清水健治：山崎育三郎[3]（香港配音：陳耀楠）

警視廳公安部公安一課刑警。
- 神田瑠璃〈28〉：趣里[3]（香港配音：葉曉欣）

一等海上保安士，DCU網路搜查班職員。使用AI系統支援搜查。代替成合加入DCU。
- 黑江真子〈40〉：市川實日子[3]（香港配音：鄭麗麗）

二等海上保安正，DCU科學調查班班長。新名的未婚妻。

### 海上保安廳

#### 潛水特殊搜查隊
- 西野斗真〈36〉：高橋光臣（香港配音：鄧志堅）

一等海上保安正，DCU第一部隊副隊長。原海上保安廳特殊救難隊隊員。不認同新名的工作方針，經常與其發生衝突。
- 大友裕也〈29〉：有輝（土佐兄弟）（香港配音：關令翹）

一等海上保安士，DCU第一部隊潛水員。原任職於海上保安廳。相當崇拜西野。
- 森田七雄〈31〉：岡崎體育（香港配音：劉奕希）

一等海上保安士，DCU第一部隊潛水員。機械宅，熟知水中無人機的操作方法。
- 北川皆平：高橋颯（WATWING）（香港配音：張方正）

DCU網絡搜查班職員。神田的部下。

### 其他海上保安廳職員
- 早川守：春風亭昇太[3]（香港配音：陳永信）

次長。
- 佐久間雄二：佃典彥（香港配音：張錦江）

本劇終極大反派，一等海上保安監（甲），警備救難部部長。
- 成合淳：吉川晃司（香港配音：招世亮）

三等海上保安正，第三管區海上保安部警備救難部所屬。

### 警視廳
- 青山薰：吉田涼哉（香港配音：李安邦）

警視廳公安部公安第一課刑警。

### 東都重工海洋研究所
- 瀬能陽一：西尾浩行（香港配音：李錦綸）

瀨能陽生的父親。15年前，他參與日本海上保安廳的自動導航系統研究。其後他發現了一件事。為保護年幼的兒子，從船上扔他下海後，不久被炸死。

### 客串

#### 第1集
- 小山內正一：中村芝翫（香港配音：潘文柏）

京國建設社長。
- 若林朱里：高梨臨（香港配音：陳皓宜）

京國建設社長的秘書。
- 野田浩正：宮野真守（香港配音：曹啟謙）

老舖釜板屋「野田食堂」老闆的兒子。
- 野田大吾：誠直也（香港配音：盧國權）

老舖釜板屋「野田食堂」老闆。
- 毛利新：ヨシダ朝

京國建設前社長。

#### 第2集
- 阪東秀喜：梶原善（香港配音：李錦綸）

隸屬北能登警察局的刑警。
- 岡部正三：古田敦也（香港配音：翟耀輝）

北能登市議員。
- 島田龍平：須田邦裕（香港配音：葉振聲）

當地漁民領袖。
- 羅特利哥・山卓斯：直行フェルナンデス（第3-4集）（香港配音：鍾見麟）

本名「喬安‧洛佩茲」。國際恐怖組織「黑蝴蝶」成員，假裝成實習生「羅特利哥・山卓斯」。到日本策劃炸彈襲擊。事後逃往外國。
- 福寺：大石繼太（香港配音：潘文柏）

北能登警察局管理官。

#### 第3集
- 瑪利亞‧史魯巴： エレナ・アレジ・後藤（香港配音：魏惠娥）

喬安‧洛佩茲的拍檔。
- 柳田： 野添義弘（香港配音：陳永信）

漁夫。島田的前輩。

#### 第4集
- 真鍋宗雄：角田晃廣（香港配音：梁志達）

北陸中央醫科大學，法醫學教授。
- 月島秀樹： 六角精兒（香港配音：陳卓智）

潛水裝備製造商 Aqua Deep 社長。

#### 第5集
- 中林守：藤井流星（香港配音：鍾見麟）

瀨能陽生在學生時期游泳部的前輩。
- 日村翔平：栁俊太郎（香港配音：李凱傑）

國土交通省副大臣的秘書。
- 木下裕司：三浦獠太（香港配音：胡家豪）

國土交通省副大臣的長子。
- 小松：本郷弦（香港配音：蘇強文）

海上保安廳職員。
- 神崎紘一：湯田昌次（香港配音：梁志達）

厚生勞動省緝毒官。

#### 第6集
- 木見一郎：加藤雅也（香港配音：陳卓智）

魚類供應商。協助捕撈魚類及運輸給「陽光水族館」，並負責飼養。
- 根岸那由： 明日海里奧（第7集）（香港配音：曾秀清）

策劃及建造「陽光水族館」。
- 高田和美： 原田佳奈（香港配音：魏惠娥）

「陽光水族館」的設計師。

#### 第7集
- 玉井千英：鷲見玲奈（香港配音：劉惠雲）

單親媽媽。大友裕也的前女友。
- 根岸亞紀：小林幸子（香港配音：黃麗芳）

根岸那由的母親。
- 根岸萌：金子莉彩（香港配音：成瑤孆）

根岸那由的女兒。
- 笠原英伍：岡田浩暉（第8-9集）（香港配音：翟耀輝）

開發領導遠程潛水VR的人，瀬能陽一的前下屬。
- 玉井千里：森優理斗（香港配音：詹健兒）

玉井千英的兒子。

#### 第8集
- 戶塚明男：田邊誠一（香港配音：蘇強文）

綜合休閒設施「花水木酒店」的負責人。曾是瀬能陽一的助手。
- 戶塚明美：島崎遙香（香港配音：羅孔柔）

戶塚明男的女兒。
- 八島：不破萬作（日语：不破万作 (俳優)）（香港配音：陳永信）

關根釣具店店員。

#### 第9集
- 工藤：味方良介（香港配音：李鎮然）

與神田同期的海上保安官。佐久間的秘書。
- 楢原：福澤朗（香港配音：李錦綸）

東都重工社長。

## 製作人員
- 劇本：青柳祐美子、小谷暢亮、谷口純一郎、小澤俊介、宮本勇人（劇本協力）
- 導演：田中健太、青山貴洋、宮崎陽平
- 主題曲：Lizabet「Another Day Goes By」（EPIC Records Japan）
- 音樂：木村秀彬
- 協力：海上保安廳
- 製作人：伊與田英德、關川友理、佐久間晃嗣
- 共同製作：Keshet International、Facet 4 Media
- 製作著作：TBS電視台

## 播出日程
| 集數                                                                       | TBS播出日期 | 緯來日本台播出日期 | J2播出日期      | 標題 | 劇本                           | 導演     | 收視率 | 備註                                   |
| -------------------------------------------------------------------------- | ----------- | ------------------ | --------------- | ---- | ------------------------------ | -------- | ------ | -------------------------------------- |
| 第1話                                                                      | 1月16日     | 7月12日            | 8月6日          |      | 青柳祐美子 小谷暢亮 谷口純一郎 | 田中健太 | 16.8%  | 加長25分鐘                             |
| 第2話                                                                      | 1月23日     | 7月13日            | 8月13日         |      | 青柳祐美子 小谷暢亮 小澤俊介   | 田中健太 | 15.2%  | 加長15分鐘                             |
| 第3話                                                                      | 1月30日     | 7月14日            | 8月20日         |      | 青柳祐美子 小谷暢亮            | 青山貴洋 | 15.2%  | 加長15分鐘                             |
| 第4話                                                                      | 2月13日     | 7月15日            | 8月27日         |      | 青柳祐美子 小谷暢亮            | 青山貴洋 | 13.9%  |                                        |
| 第5話                                                                      | 2月20日     | 7月18日            | 9月3日          |      | 青柳祐美子 小谷暢亮 谷口純一郎 | 田中健太 | 11.8%  |                                        |
| 第6話                                                                      | 2月27日     | 7月19日            | 9月10日         |      | 青柳祐美子 小谷暢亮 小澤俊介   | 青山貴洋 | 13.9%  |                                        |
| 第7話                                                                      | 3月06日     | 7月20日            | 9月17日         |      | 青柳祐美子 小谷暢亮 小澤俊介   | 宮崎陽平 | 13.4%  |                                        |
| 第8話                                                                      | 3月13日     | 7月21日            | 9月24日         |      | 青柳祐美子 小谷暢亮 谷口純一郎 | 田中健太 | 14.6%  |                                        |
| 最終話                                                                     | 3月20日     | 7月22日 7月25日    | 10月1日 10月8日 |      | 青柳祐美子 小谷暢亮 谷口純一郎 | 田中健太 | 15.1%  | 加長54分鐘 緯來日本台、J2拆分為2集播出 |
| 平均收視率 14.4%（收視率由Video Research調查關東地區、家戶的即時統計資料） |             |                    |                 |      |                                |          |        |                                        |

- 2月6日因轉播2022年冬季奧林匹克運動會賽事而停播一週。

## 外部連結
- 官方网站（日語）
  - DCU的X（前Twitter）（日語）
  - DCU的Instagram帳戶（日語）

| 日本 TBS電視台 周日劇場                         | 日本 TBS電視台 周日劇場              | 日本 TBS電視台 周日劇場 |
| ----------------------------------------------- | ------------------------------------ | ----------------------- |
|                                                 | DCU （2022年1月16日－3月20日）       |                         |
| 日本沉沒-希望之人- （2021年10月10日－12月12日） | MY FAMILY （2022年4月10日－6月12日） |                         |

| 臺灣 緯來日本台 每週一至週五 21:00-22:00    | 臺灣 緯來日本台 每週一至週五 21:00-22:00                                                     | 臺灣 緯來日本台 每週一至週五 21:00-22:00 |
| ------------------------------------------- | -------------------------------------------------------------------------------------------- | ---------------------------------------- |
|                                             | DCU （2022年7月12日－7月25日）                                                               |                                          |
| 持續可能的戀愛？ （2022年6月28日－7月11日） | 東大特訓班 （重播） （2022年7月26日－8月8日）東大特訓班 2 （重播） （2022年8月9日－8月22日） |                                          |

| 香港 J2 星期六 23:30-24:30                                         | 香港 J2 星期六 23:30-24:30                                 | 香港 J2 星期六 23:30-24:30 |
| ------------------------------------------------------------------ | ---------------------------------------------------------- | -------------------------- |
|                                                                    | DCU: 海底特殊搜查隊 （2022年8月6日－2022年10月8日）        |                            |
| 日本沉沒-希望的人-（星期六日播放） （2022年6月5日－2022年7月16日） | 復仇直播（星期六日播放） （2022年7月17日－2022年11月13日） |                            |